# Asfaltjunglen
Asfaltjunglen (originaltitel The Asphalt Jungle) er en amerikansk film noir-film fra 1950, instrueret af John Huston.
Filmen handler om en gruppe tyve, der planlægger og gennemfører det helt store juveltyveri, men hvor deres sammenhold langsomt begynder at gå i opløsning efter kuppet.
Filmen betragtes som Marilyn Monroes egentlige gennembrud. Blandt de øvrige medvirkende kan nævnes Sterling Hayden, Louis Calhern, Jean Hagen og James Whitmore.

## Ekstern henvisning
- Asfaltjunglen på Internet Movie Database (engelsk)
- Asfaltjunglen på Filmdatabasen
- Asfaltjunglen på Scope
- Asfaltjunglen i Svensk Filmdatabas (svensk)
- Asfaltjunglen på AlloCiné (fransk)
- Asfaltjunglen på MovieMeter (nederlandsk)
- Asfaltjunglen på AllMovie (engelsk)
- Asfaltjunglen hos American Film Institute (engelsk)
- Asfaltjunglen på Turner Classic Movies (engelsk)
- Asfaltjunglen på The Movie Database (engelsk)